# Ștefăneaca
Ștefăneaca falu Romániában, Maros megyében.

## Története
Mezőzáh község része. A trianoni békeszerződésig Torda-Aranyos vármegye Marosludasi járásához tartozott.

## Népessége
2002-ben 31 lakosa volt, ebből 30 román és 1 magyar nemzetiségű.

## Vallások
A falu lakói közül 24-en ortodox, 3-an baptista hitűek és 1 fő református.